# الدوري البيروي لكرة القدم 2016
الدوري البيروفي لكرة القدم 2016 (بالإسبانية: Campeonato Descentralizado 2016)‏ هو الموسم 100 من الدوري البيروفي لكرة القدم. أشرف على تنظيمه اتحاد بيرو لكرة القدم، وكان عدد الأندية المشاركة فيه 16، وفاز فيه نادي سبورتينغ كريستال.